# Liptenara schoutedeni
Liptenara schoutedeni är en fjärilsart som beskrevs av Hawker-smith 1926. Liptenara schoutedeni ingår i släktet Liptenara och familjen juvelvingar. Inga underarter finns listade i Catalogue of Life.